# Rose di Primo
Rosimary Souza Primo, mais conhecida como Rose di Primo (São Paulo, 6 de março de 1955), é uma atriz e modelo brasileira. Iniciou a vida artística como modelo na década de 1960, tornou-se símbolo sexual e atuou como atriz de cinema na década de 1970.

## Carreira
Nos anos 1980 posou nua para Ele & Ela, Status e Playboy, sendo recordista de capas. Dada como a "inventora" da tanga, foi de fato uma das maiores divulgadoras desse tipo de biquíni nas praias cariocas na primeira metade da década de 1970.

Nos dias atuais, Rose di Primo tem trabalhado como decoradora de interiores dedicando-se à religião presbiteriana e vive com o marido na Espanha.